# Abierto Mexicano de Tenis 2013
L'Abierto Mexicano de Tenis 2013, conosciuto anche con il nome di Abierto Mexicano Telcel 2013 per motivi di sponsorizzazione, è stato un torneo di tennis giocato sulla terra rossa. È stata la 20ª edizione del torneo maschile, facente parte della categoria ATP World Tour 500 series nell'ambito dell'ATP World Tour 2013, e la 13ª del torneo femminile facente parte della categoria WTA International nell'ambito del WTA Tour 2013. Sia il torneo maschile che quello femminile si sono giocati al Fairmont Acapulco Princess di Acapulco in Messico, dal 25 febbraio al 2 marzo 2013.

## Partecipanti ATP

### Teste di Serie
| Nazionalità | Giocatore        | Ranking* | Testa di serie |
| ----------- | ---------------- | -------- | -------------- |
| Spagna      | David Ferrer     | 4        | 1              |
| Spagna      | Rafael Nadal     | 5        | 2              |
| Spagna      | Nicolás Almagro  | 11       | 3              |
| Svizzera    | Stan Wawrinka    | 17       | 4              |
| Austria     | Jürgen Melzer    | 27       | 5              |
| Brasile     | Thomaz Bellucci  | 38       | 6              |
| Francia     | Benoît Paire     | 39       | 7              |
| Argentina   | Horacio Zeballos | 41       | 8              |

* Ranking al 18 febbraio 2013.

### Altri partecipanti
I seguenti giocatori hanno ricevuto una wild-card per il tabellone principale:
- Daniel Garza
- César Ramírez
- Miguel Ángel Reyes Varela

I seguenti giocatori sono entrati nel tabellone principale passando dalle qualificazioni:

- Martín Alund
- Dušan Lajović
- Wayne Odesnik
- Diego Schwartzman

## Partecipanti WTA

### Teste di Serie
| Nazionalità | Giocatrice             | Ranking* | Testa di serie |
| ----------- | ---------------------- | -------- | -------------- |
| Italia      | Sara Errani            | 7        | 1              |
| Spagna      | Carla Suárez Navarro   | 28       | 2              |
| Francia     | Alizé Cornet           | 36       | 3              |
| Romania     | Irina-Camelia Begu     | 45       | 4              |
| Paesi Bassi | Kiki Bertens           | 47       | 5              |
| Italia      | Francesca Schiavone    | 53       | 6              |
| Spagna      | Lourdes Domínguez Lino | 54       | 7              |
| Svizzera    | Romina Oprandi         | 57       | 8              |

* Ranking al 18 febbraio 2013.

### Altre partecipanti
Le seguenti giocatrici hanno ricevuto una wild-card per il tabellone principale:
- Ximena Hermoso
- Francesca Schiavone
- Ajla Tomljanović

Le seguenti giocatrici sono entrate nel tabellone principale passando dalle qualificazioni:

- Catalina Castaño
- Eugenie Bouchard
- María José Martínez Sánchez
- Grace Min

## Campioni

### Singolare maschile
Rafael Nadal ha battuto in finale  David Ferrer per 6-0, 6-2. 
- È il secondo titolo dell'anno per Nadal, il 52° in carriera.

### Singolare femminile
Sara Errani ha battuto in finale  Carla Suárez Navarro per 6-0, 6-4. 
- È il primo titolo dell'anno per Errani, il settimo in carriera.

### Doppio maschile
Łukasz Kubot /  David Marrero hanno battuto in finale  Simone Bolelli /   Fabio Fognini per 7-5, 6-2.

### Doppio femminile
Lourdes Domínguez Lino /  Arantxa Parra Santonja hanno battuto in finale  Catalina Castaño /  Mariana Duque Mariño con il punteggio di 6-4, 7-6(1).